# Adoretus
Adoretus là một chi bọ cánh cứng thuộc họ Scarabaeidae.

## Các loài
- Adoretus abdolrezagharibi
- Adoretus abyssinicus
- Adoretus acniceps
- Adoretus aculeatus
- Adoretus adustus
- Adoretus aegrotus
- Adoretus aeneiceps
- Adoretus aeneopiceus
- Adoretus aenescens
- Adoretus aeneus
- Adoretus aeruginosus
- Adoretus affinis
- Adoretus afghanus
- Adoretus agnatus
- Adoretus albolineatus
- Adoretus albomitratus
- Adoretus alocopygus
- Adoretus amitinus
- Adoretus amoenus
- Adoretus ampliatus
- Adoretus andrewesi
- Adoretus angustus
- Adoretus aquilonis
- Adoretus areatus
- Adoretus ariel
- Adoretus arrowi
- Adoretus asperopunctatus
- Adoretus atiqi
- Adoretus aurantiacus
- Adoretus avitus
- Adoretus bakeri
- Adoretus baquari
- Adoretus bechuanus
- Adoretus bechynei
- Adoretus beiranus
- Adoretus bengalensis
- Adoretus bernhardi
- Adoretus bhutanensis
- Adoretus bicaudus
- Adoretus bicolor
- Adoretus bidenticeps
- Adoretus bilobatus
- Adoretus bimarginatus
- Adoretus birmanus
- Adoretus bombinator
- Adoretus boops
- Adoretus borbonicus
- Adoretus borneensis
- Adoretus bottegoi
- Adoretus brachypygus
- Adoretus brahmanus
- Adoretus brancsik
- Adoretus breviunguiculatus
- Adoretus cachecticus
- Adoretus caliginosus
- Adoretus calvus
- Adoretus capicola
- Adoretus capito
- Adoretus cardoni
- Adoretus carinilabris
- Adoretus celebicus
- Adoretus celogaster
- Adoretus cephalotes
- Adoretus chascoproctus
- Adoretus chinchonae
- Adoretus ciliatus
- Adoretus cirroseriatus
- Adoretus claustifer
- Adoretus clypeatus
- Adoretus cochinchinensis
- Adoretus compressus
- Adoretus congoensis
- Adoretus consularis
- Adoretus convexicollis
- Adoretus convexus
- Adoretus coronatus
- Adoretus corpulentus
- Adoretus costalis
- Adoretus costipennis
- Adoretus costopilosus
- Adoretus costulatus
- Adoretus cribratus
- Adoretus cribricollis
- Adoretus cribrosus
- Adoretus cristatus
- Adoretus cupreus
- Adoretus curtulus
- Adoretus cylindricus
- Adoretus cyrtopygus
- Adoretus debilis
- Adoretus deccanus
- Adoretus decorsei
- Adoretus delkeskampi
- Adoretus densepunctatus
- Adoretus denticrus
- Adoretus depilatus
- Adoretus depressus
- Adoretus digennaroi
- Adoretus dilleri
- Adoretus discoidalis
- Adoretus discolor
- Adoretus disparilis
- Adoretus dissidens
- Adoretus distinguendus
- Adoretus divergens
- Adoretus diversicolor
- Adoretus djallonus
- Adoretus drescheri
- Adoretus drurei
- Adoretus dulcis
- Adoretus duplicatus
- Adoretus duvauceli
- Adoretus elongatus
- Adoretus emarginatus
- Adoretus endroedii
- Adoretus epipleuralis
- Adoretus ermineus
- Adoretus erythrocephalus
- Adoretus evelynae
- Adoretus exasperans
- Adoretus excisiceps
- Adoretus excisus
- Adoretus exiguus
- Adoretus exitialis
- Adoretus exsculptus
- Adoretus exsecatus
- Adoretus faccai
- Adoretus fairmairei
- Adoretus falciungulatus
- Adoretus fallaciosus
- Adoretus fascicularis
- Adoretus fatehi
- Adoretus feminalis
- Adoretus femoratus
- Adoretus flaveolus
- Adoretus flavilabris
- Adoretus flavipennis
- Adoretus flavipes
- Adoretus flavohumeralis
- Adoretus flavomaculatus
- Adoretus flavus
- Adoretus formosanus
- Adoretus franzi
- Adoretus fraterculus
- Adoretus fraudator
- Adoretus fraudulentus
- Adoretus freudei
- Adoretus fruhstorferi
- Adoretus fulvus
- Adoretus fumatus
- Adoretus furcifer
- Adoretus furutai
- Adoretus fusciceps
- Adoretus fuscoseriatus
- Adoretus fuscovittatus
- Adoretus fusculus
- Adoretus gaillardi
- Adoretus gandolphei
- Adoretus ganganus
- Adoretus garamas
- Adoretus gazella
- Adoretus gemmifer
- Adoretus geyri
- Adoretus ghanaensis
- Adoretus ghindanus
- Adoretus giganteus
- Adoretus goniopygus
- Adoretus goudoti
- Adoretus graniceps
- Adoretus granulifrons
- Adoretus gressetti
- Adoretus gressitti
- Adoretus griseosetosus
- Adoretus grisescens
- Adoretus guttulatus
- Adoretus gymnotopus
- Adoretus hainanensis
- Adoretus hanoiensis
- Adoretus hanstroemi
- Adoretus hexagonus
- Adoretus hirasawai
- Adoretus hiriticulus
- Adoretus hirsutus
- Adoretus hirticollis
- Adoretus hirtipennis
- Adoretus hispidus
- Adoretus hoplioides
- Adoretus horticola
- Adoretus hybogeneius
- Adoretus hypudaeus
- Adoretus ibanus
- Adoretus ictericus
- Adoretus iftikhari
- Adoretus illitus
- Adoretus imitator
- Adoretus impurus
- Adoretus inconditus
- Adoretus incongruens
- Adoretus incurvatus
- Adoretus indutus
- Adoretus inexpectatus
- Adoretus infans
- Adoretus inglorius
- Adoretus inornatus
- Adoretus inseparabilis
- Adoretus interruptus
- Adoretus irakanus
- Adoretus ismaili
- Adoretus jarkandus
- Adoretus javanus
- Adoretus jipensis
- Adoretus juengeri
- Adoretus kahlei
- Adoretus kamberanus
- Adoretus kanarensis
- Adoretus kaszabi
- Adoretus khartumensis
- Adoretus khasmarensis
- Adoretus kindiae
- Adoretus klossi
- Adoretus kororensis
- Adoretus kulzeri
- Adoretus lacunus
- Adoretus lacustris
- Adoretus lacuum
- Adoretus ladakanus
- Adoretus lajoyi
- Adoretus langsonicus
- Adoretus laosensis
- Adoretus laoticus
- Adoretus lasiopygus
- Adoretus lasius
- Adoretus laticeps
- Adoretus latirostris
- Adoretus latissimus
- Adoretus latiusculus
- Adoretus lemniscus
- Adoretus leo
- Adoretus lepus
- Adoretus limbatus
- Adoretus lineatus
- Adoretus lithobius
- Adoretus lobiceps
- Adoretus loeffleri
- Adoretus longiceps
- Adoretus lopezi
- Adoretus luridus
- Adoretus luteipes
- Adoretus lutescens
- Adoretus lutosipennis
- Adoretus machatschkei
- Adoretus macrops
- Adoretus maculatus
- Adoretus maculicollis
- Adoretus madibirensis
- Adoretus malaccanus
- Adoretus maniculus
- Adoretus manyaraensis
- Adoretus marahnus
- Adoretus marshalli
- Adoretus mashunus
- Adoretus matsumotoi
- Adoretus mauritianus
- Adoretus mavis
- Adoretus melanesius
- Adoretus melvillensis
- Adoretus meo
- Adoretus metasternalis
- Adoretus meticulosus
- Adoretus minutus
- Adoretus mizusawai
- Adoretus monticola
- Adoretus morosus
- Adoretus moultoni
- Adoretus murinus
- Adoretus mus
- Adoretus musillus
- Adoretus myodes
- Adoretus naeemi
- Adoretus nagyi
- Adoretus nanshanchianus
- Adoretus nasalis
- Adoretus nasutus
- Adoretus nathani
- Adoretus neghellianus
- Adoretus nephriticus
- Adoretus nietneri
- Adoretus niger
- Adoretus nigrifrons
- Adoretus nigritarsis
- Adoretus nigrofuscus
- Adoretus nitens
- Adoretus nitidus
- Adoretus nossibeicus
- Adoretus nubilus
- Adoretus nudocostatus
- Adoretus nyassicus
- Adoretus obatoides
- Adoretus obscurus
- Adoretus occultus
- Adoretus ochraceus
- Adoretus ohausi
- Adoretus ohmomoi
- Adoretus opeticus
- Adoretus ovalis
- Adoretus ovampoensis
- Adoretus ovatoides
- Adoretus ovatus
- Adoretus pachysomatus
- Adoretus paiensis
- Adoretus palawanus
- Adoretus pallens
- Adoretus pallidus
- Adoretus paolii
- Adoretus parviceps
- Adoretus patrizii
- Adoretus patruelis
- Adoretus pauliani
- Adoretus peregrinus
- Adoretus perrieri
- Adoretus persicus
- Adoretus petrovitzi
- Adoretus peyerimhoffi
- Adoretus piciventris
- Adoretus picticollis
- Adoretus pictipennis
- Adoretus piscator
- Adoretus pitaulti
- Adoretus plebejus
- Adoretus pleuralis
- Adoretus pliciventris
- Adoretus plumbicollis
- Adoretus polycanthus
- Adoretus popei
- Adoretus postfoveatus
- Adoretus posticalis
- Adoretus progrediens
- Adoretus prudens
- Adoretus pruinosus
- Adoretus puberulus
- Adoretus pubipennis
- Adoretus pudicus
- Adoretus pullus
- Adoretus pulverulentus
- Adoretus pumilio
- Adoretus punctipennis
- Adoretus punjabensis
- Adoretus pusillus
- Adoretus quadridens
- Adoretus quadripunctatus
- Adoretus radicosus
- Adoretus ranunculus
- Adoretus reichenbachi
- Adoretus renardi
- Adoretus rhamphomorius
- Adoretus rhodophilus
- Adoretus rondoni
- Adoretus rosettae
- Adoretus rothkirchi
- Adoretus rubenyani
- Adoretus rufifrons
- Adoretus rufulus
- Adoretus rufus
- Adoretus rugosohirtus
- Adoretus rugosus
- Adoretus rugulosus
- Adoretus runcinatus
- Adoretus rusticus
- Adoretus saetipennis
- Adoretus saigonensis
- Adoretus saitoi
- Adoretus saleemi
- Adoretus sandakanus
- Adoretus scabious
- Adoretus sciurinus
- Adoretus scutellaris
- Adoretus sebakuensis
- Adoretus semperi
- Adoretus senatorius
- Adoretus senegallius
- Adoretus senescens
- Adoretus senohi
- Adoretus seriegranatus
- Adoretus seriesetosus
- Adoretus serratipes
- Adoretus serridens
- Adoretus setifer
- Adoretus sexdentatus
- Adoretus seydeli
- Adoretus siemsseni
- Adoretus siganus
- Adoretus sikorae
- Adoretus silfverbergi
- Adoretus silonicus
- Adoretus similis
- Adoretus simplex
- Adoretus simulans
- Adoretus simulatus
- Adoretus sincerus
- Adoretus singhalensis
- Adoretus sinicus
- Adoretus sistanicus
- Adoretus somalinus
- Adoretus sorex
- Adoretus sparsesetosus
- Adoretus speculator
- Adoretus sterbae
- Adoretus stoliczkae
- Adoretus striatus
- Adoretus subaenescens
- Adoretus subcostatus
- Adoretus subguttatus
- Adoretus sucki
- Adoretus sudanicus
- Adoretus sulcirostris
- Adoretus sumbanus
- Adoretus sundaicus
- Adoretus suturalis
- Adoretus suturellus
- Adoretus tananus
- Adoretus tener
- Adoretus tenimbricus
- Adoretus tenuimaculatus
- Adoretus tessulatus
- Adoretus testaceus
- Adoretus tetracanthus
- Adoretus tibialis
- Adoretus tigrinus
- Adoretus timidus
- Adoretus timoriensis
- Adoretus tonkinensis
- Adoretus transvaalensis
- Adoretus trichostigma
- Adoretus tricolor
- Adoretus tsavoensis
- Adoretus tuberculiventris
- Adoretus tufaili
- Adoretus turkanus
- Adoretus ubonensis
- Adoretus umbilicatus
- Adoretus umbrosus
- Adoretus uncifer
- Adoretus ungulatus
- Adoretus uniformis
- Adoretus vagepunctatus
- Adoretus wallacei
- Adoretus variegatus
- Adoretus velutinus
- Adoretus versutus
- Adoretus vestitus
- Adoretus vethi
- Adoretus victoriae
- Adoretus vietnamensis
- Adoretus vigillans
- Adoretus villicollis
- Adoretus villosicollis
- Adoretus villosus
- Adoretus vitalisi
- Adoretus vitticauda
- Adoretus vittiger
- Adoretus vittipennis
- Adoretus vulpeculus
- Adoretus xanthomerus
- Adoretus zavattarii
- Adoretus zumpti